# Harald Hein
Pour les articles homonymes, voir Hein.
Harald Hein est un épéiste et fleurettiste allemand né le 19 avril 1950 à Tauberbischofsheim et mort le 20 mai 2008 dans la même ville.

## Carrière
Harald Hein concourt aux épreuves d'escrime aux Jeux olympiques d'été de 1972 à Munich, terminant cinquième de l'épreuve de fleuret par équipes avec Reinhold Behr, Hans-Jürgen Hehn, Dieter Jung et Geuter. Il participe à l'épreuve de fleuret par équipe lors des Jeux olympiques d'été de 1976 à Montréal et remporte avec ses partenaires ouest-allemands Thomas Bach, Klaus Reichert, Matthias Behr et Erk Sens-Gorius la médaille d'or. Il termine neuvième dans l'épreuve individuelle. Aux Jeux olympiques d'été de 1984 à Los Angeles, il se classe vingt-cinquième en individuel et second par équipe avec Matthias Behr, Matthias Gey, Klaus Reichert et Frank Beck.